# Café Gondrée
Café Gondrée, numera Pegasus Bridge Café, är ett kafé i Bénouville i departementet Calvados i Normandie i norra Frankrike. Det ligger vid en kanal, Canal de Caen à la Mer, omedelbart norr om Pegasus Bridge och var den första platsen som befriades under
landstigningen i Normandie. Café Gondrée utsågs till Monument historique 5 juni 1987.
Kaféet befriades 6 juni 1944 kl 6:20 av 6th Airborne Division som hade landat med glidflygplan intill Pegasus Bridge  och användes som högkvarter och provisoriskt sjukhus. År 1974 inreddes ett museum över de luftburna styrkorna i ett intilliggande hus. Samlingarna flyttades till det nybyggda Mémorial Pegasus år 2000.